# بلدة أوبرن (مقاطعة تسكاراواس)
بلدة أوبرن هي واحدة من 22 بلدة في مقاطعة توسكارواس، أوهايو، الولايات المتحدة. وجد تعداد عام 2000 أن 1،078 شخصًا في البلدة.

## الاسم والتاريخ
على مستوى الولاية، توجد مدن أخرى في أوبرن في مقاطعتي كروفورد وغياوغا.

## روابط خارجية
- موقع المقاطعة